# Blachernen-Palast

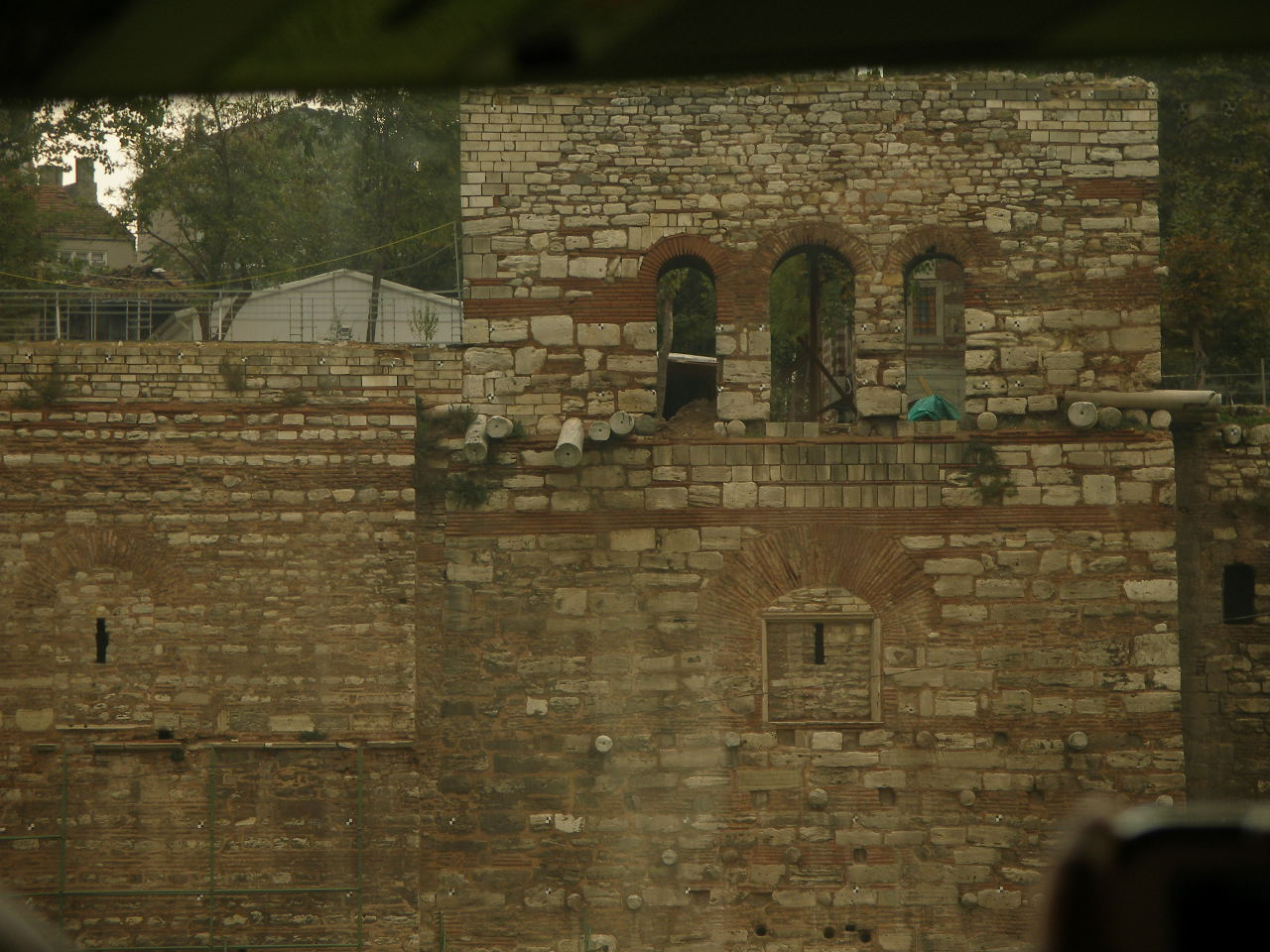
Reste der Mauern des Blachernen-Palastviertels

Lage des Blachernenviertels in Konstantinopel

Der Blachernen-Palast  (mittelgriechisch Παλάτιον τών Βλαχερνών Palátion tón Blachernón oder τὸ ἐν Βλαχέρναις Παλάτιον to en Blachérnais Palátion, türkisch Blaherna Sarayı) war ein Palast der byzantinischen Kaiser in Konstantinopel. Er lag im nördlichen Stadtviertel Blachernai (griechisch Βλαχερναί Blachernai [neugriechische Aussprache Blacherné], türkisch Blakernai, beruhend auf der mittelgriechischen Aussprache) zwischen der Chora-Kirche, dem Adrianopel-Tor und dem Goldenen Horn.

## Residenz der Kaiser
Von Kaiser Manuel I. Komnenos in der 14. Stadtregion verstärkt, wurde der Palast, der bereits im Jahr 1031 erstmals in den Quellen auftaucht, im Laufe der Zeit immer wieder erweitert. Nachdem er zuvor schon von den byzantinischen Kaisern als Residenz genutzt worden war, wurde der Blachernen-Palast nach der Eroberung und Plünderung Konstantinopels im Jahr 1204 durch die Kreuzritter der Wohnsitz der lateinischen Kaiser.
Als Michael VIII. 1261 das Byzantinische Reich restaurierte, zog der Hof zunächst in den Großen Palast. Doch er residierte bald in den Blachernai, wo er anlässlich des Sieges über die Armee Karls von Anjou 1281 nach der Belagerung von Berat außer den Szenen der Schlacht auch seine Triumphfeier in Konstantinopel an die Wände malen ließ. Noch Jahre später konnten Georgios Pachymeres und der Mönch Maximos Planudes den denkwürdigen Anblick des kaiserlichen Triumphes in Konstantinopel bewundern.
Unter Michaels VIII. Nachfolger Andronikos II. wurde der Blachernen-Palast endgültig zur Kaiserresidenz, da der Große Palast in einen Zustand des Verfalls geraten war, der ihn unbewohnbar machte. Der letzte Basileus Konstantin XI. residierte hier bis zur Eroberung der Stadt durch die Osmanen unter Sultan Mehmed II.

## Beschreibung
Auf einer Fläche von 2 km² umfasst das Palastviertel ein Gebiet von der Theodosianischen Landmauer bis zu den Mauern von Herakleios. Von seiner monumentalen Gesamtheit sind nur einige wenige Gebäudeteile erhalten. Nach der Eroberung der Stadt durch die Osmanen wurde der Palast aufgegeben und verfiel.
Dem Blachernen-Palast fügte jeder Kaiser während seiner Herrschaft Gebäude nach seinem Bedarf hinzu oder ließ Teile des Komplexes erneuern. Diese Bauten erhielten den Namen des Kaisers, der sie errichten ließ. Beim Fall von Konstantinopel im Mai 1453 umfasste das Palastviertel hauptsächlich die folgenden Gebäude:

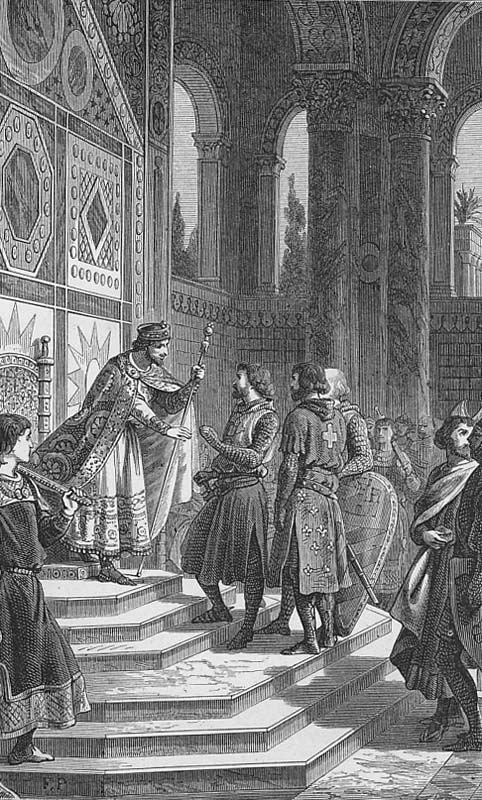
Gottfried von Bouillon und Barone im Kaiserlichen Palast von Alexios I. Komnenos

### Komnenen-Palast
Der gewaltige Palast des Alexios I. Komnenos beherrschte das Umland am Goldenen Horn und einen Teil der Stadt. Dem Hauptgebäude, in dem sich die Kaiserappartements, der Thronsaal und andere Empfangssäle befanden, schloss sich im Westen ein weiteres Gebäude mit Empfangssälen an. 1453 aufgegeben, wurde er später in ein Gefängnis umgewandelt, dessen drei Stockwerke zwölf Säle umfassten. An seiner Stelle steht heute die Moschee Ayvaz Efendi und die Ruine des Klosters Emin Buhari.

### Anastasios-Palast
Der Anastasios-Palast, dessen Lokalisierung heute schwierig ist.

### Porphyrogennetos-Palast
Der Porphyrogennetos-Palast (Tekfur Saray), der sich zwischen dem Adrianopel-Tor Edirnekapı und dem Kaligaria-Tor Eğrikapı befindet, wurde zwischen 1261 und 1291 von Konstantin Palaiologos, einem Sohn von Kaiser Michael VIII. erbaut, seine Grundmauern stammen aus dem 10. und 11. Jahrhundert. Dieser Palast ist das einzige bedeutende Beispiel der weltlichen byzantinischen Architektur Konstantinopels, das bis heute erhalten blieb.

### Blachernen-Kirche
Die Blachernen-Kirche, Sankt Maria von Blachernae, mittelgriechisch Θεοτόκος τών Βλαχερνών Theotókos tón Blachernón, türkisch Meryem Ana Kilisesi, war wegen ihrer Nachbarschaft zum kaiserlichen Palast die zweitwichtigste Kirche Konstantinopels nach der Hagia Sophia. Ein erstes Kirchengebäude war 452 von der Kaiserin Aelia Pulcheria an dieser Stelle errichtet worden, um das heilige Kleid Marias (Grabgewand) und ihre Tücher aufzubewahren (Fest der Niederlegung der Muttergottesgewänder).
473 ließ Kaiser Leo I. eine neue Kirche in der Nähe der Kapelle der Pulcheria erbauen, der er den Namen Sankt Maria von Blachernae gab. Seit dem späten 5. Jahrhundert wurde hier auch das Maphorion, der lange blaue Schleier der syrischen Frauen, den Maria getragen hatte, in einer Hagia Soros genannten Rotunde verwahrt.
Justinian I., Basileios I. der Mazedonier und Leo VI. erneuerten und verschönerten die Blachernen-Kirche. Befürworter einer Authentizität des Turiner Grabtuchs vertreten oft die unter anderem von dem Historiker Ian Wilson vertretene These, dass hier von 1150 bis 1204 hinter Bronze- und Silbertüren das Turiner Grabtuch aufbewahrt wurde und dieses mit dem Abgar-Bild identisch ist. Die Byzanzexpertin Averil Cameron lehnt diese Auffassung, unter anderem wegen zu großer Unterschiede in der historischen Beschreibung des Abgar-Bildes verglichen mit dem Grabtuch, jedoch ab. Während der Belagerung im 4. Kreuzzug wurde das Abgar-Bild in die Blachernen-Kirche gebracht, aus der es nach der Eroberung und Plünderung der Stadt 1204 verschwand. Johannes VI. Kantakuzenos ließ sich 1347 in der Blachernen-Kirche zum Kaiser krönen. Die Kirche brannte 1433 nieder und die Ikone Blachernae, die als ursprünglicher Prototyp galt, wurde dabei zerstört.

### Turm des Anemas
Der Turm des Anemas wurde nach Michael Anemas benannt, einem Mitglied der Kaiserfamilie, der unter Kaiser Alexios I. hier eingeschlossen war. Das Gefängnis des Anemas ließ Kaiser Isaak II. Angelos mit Bäumen bepflanzen.
Die Reste dieser hängenden Gärten in kann man noch heute in Istanbul sehen. Von August 1376 bis Juni 1379 hielt Andronikos IV. seinen Vater Kaiser Johannes V. und seinen Bruder Manuel II. im Anemas-Turm gefangen.

### Turm des Isaak Angelos
Der Turm des Isaak Angelos, erhielt seinen Namen nach 1204 in Erinnerung an Kaiser Isaak II., der dort gefangen gehalten wurde. Die Ruinen des Turms des Isaak Angelos können besichtigt werden.

### Kastellion
Vom Kastellion, einer kleineren Festung aus konnte das Blachernen-Tor überwacht werden. Die Befestigungsanlage hatte vier große und drei kleinere Türme.

### Blachernen-Tor
Das Blachernen-Tor war ursprünglich ein einfaches Stadttor. Es wurde später für die Kaiser reserviert, als der Blachernen-Palast kaiserlicher Wohnsitz wurde.